# Mitundu
Mitundu ist ein Verwaltungsbezirk (englisch Ward) des Distrikts Itigi in der tansanischen Region Singida.

## Geografie
Mitundu ist ein Bezirk im nördlichen Zentralteil von Tansania etwa 65 Kilometer Luftlinie südwestlich der Distrikthauptstadt Itigi. Bei der Volkszählung 2022 lebten 32.370 Menschen in 6044 Haushalten auf einer Fläche von 451 Quadratkilometern.
Der Bezirk grenzt im Nordwesten an den Distrikt Sikonge in der Region Tabora und sonst an Bezirke des Distrikts Itigi:
| Kipili    |                                             | Mgandu |
|           | Kompassrose, die auf Nachbargemeinden zeigt |        |
| Kalangali | Rungwa-Wildreservat                         |        |

## Gliederung
Der Bezirk besteht aus vier Gemeinden (swahili Mtaa) mit 17 Orten (Kitongoji):
| Ipalalyu - Ipalalyu - Kipera - Minwa | Mitundu - Kalekwa - Mahinya - Manyanya - Nzinge - Isingiwe - Kiwele - Miyunguti | Makale - Makale - Kaloleni - Maendeleo | Mtakuja - Mtakuja - Kisesa - Mamlaka - Misuu |

## Infrastruktur
- Bildung: Im Bezirk gibt es drei weiterführende Schulen.[8] Die Kalekwa Secondary School und die Mitundu Secondary School sind staatliche Tagesschulen mit einer Ausbildung bis zur 4. Stufe.[9][10] Die Margareta Naseau Secondary School ist eine von der römisch-katholischen Kirche geführte Internatsschule, die ebenfalls bis zur 4. Stufe ausbildet.[11]
- Gesundheit: In Mitundu liegen ein öffentliches Gesundheitszentrum[12] und zwei Apotheken, eine staatliche in der Gemeinde Makale[13] und eine private in Mitundu.[14]
- Verkehr: Die wichtigste Straßenverbindung ist die nicht asphaltierte Nationalstraße T22.[15]

## Sonstiges
In Mitundu befindet sich ein Provinzhaus der Kongregation der Barmherzigen Schwestern in Innsbruck.